# 間欠的強制換気

新生児呼吸窮迫症候群の胸部X線写真。全体的に肺野の透過性が低下している。繊細な呼吸管理が必要となる。

間欠的強制換気（かんけつてききょうせいかんき、英:Intermittent mandatory ventilation,IMV）とは、人工呼吸器のモードの一種である。機械による強制換気の間、患者の自発呼吸が可能な調節呼吸の一種である。事前に設定された機械換気の合間に自発呼吸を行うという概念は、1971年にKirbyらによって新生児呼吸窮迫症候群の管理目的で開発された。IMVの概念はDownsらによって、1973年に記述されたのが最初である。患者の自発呼吸は人工呼吸器による補助を受けない。IMVはそれ以前に行われていた換気様式、持続的強制換気（continuous mandatory ventilation: CMV）と比較して乳児の人工呼吸管理期間と人工呼吸離脱（ウィーニング）所要時間を有意に短縮した。

## SIMV

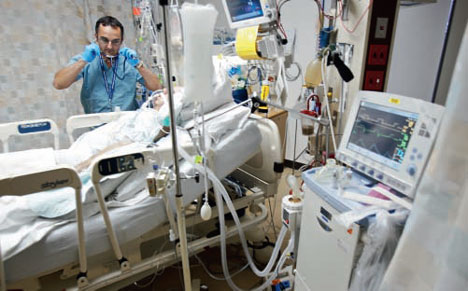
人工呼吸器（右手前）。患者は気管挿管され、呼吸回路で人工呼吸器と繋がっている。

同期間欠的強制換気（Synchronized intermittent mechanical ventilation: SIMV)は、人工呼吸器の呼吸が患者の吸気努力と同期するIMVの改良型である。SIMVでは、人工呼吸器が患者の自発呼吸を検知すると、それをきっかけ（トリガー）として、強制換気が行われる。この呼吸が行われるたびに人工呼吸器は次の強制換気に必要な時間を再計算する。この強制換気の総数は事前に設定された回数に等しい。言い換えると、SIMVでは、患者の自発呼吸を感知する時間幅（トリガーウィンドウ）が設定され、トリガーウィンドウ内に出現した自発呼吸のみに呼吸補助が行われ、トリガーウィンドウ外の自発呼吸に対しては呼吸補助は行われない。SIMVは換気様式として、従量式（Volume Control: VC）、従圧式（Pressure Control: PC）どちらも可能である。
IMVないしはSIMVだけでは患者の自発呼吸に伴う呼吸の仕事を十分軽減できないが、プレッシャーサポート（pressure support: PS）換気を併用すれば仕事は軽減できる。SIMVは、人工呼吸器離脱（ウィーニング）の際よく用いられてきたモードであるが、近年は以下のように否定的なエビデンスもある。
SIMVは、PSの有無にかかわらず、死亡率や人工呼吸離脱成功率の点でCMVよりも優れていることが示されておらず、Tピース試験やPSの漸減と比較すると、人工呼吸離脱時間が長くなることが示されている 。 CMVからSIMVに切り替えた場合、患者の呼吸仕事量がむしろ増加することを示した研究もあり、呼吸筋および呼吸ドライブに対するSIMVの潜在的な有害作用を示した研究もある。